# Richard Ramirez
Ricardo "Richard" Leyva Muñoz Ramírez (29 tháng 2 năm 1960 – 7 tháng 6 năm 2013) là một kẻ giết người hàng loạt người Mỹ, đã hiếp dâm, bắt cóc, quấy rối trẻ em và trộm cắp, bị kết án vào năm 1989.
Thời thơ ấu của Ramirez được coi là ảnh hưởng đến tội ác của anh ta. Bị cha lạm dụng, Ramirez bắt đầu có những sở thích ghê rợn, ở những năm đầu và giữa tuổi vị thành niên từ người anh họ lớn tuổi của mình, Miguel ("Mike") Ramirez. Miguel Ramirez bị cáo buộc cũng đã dạy Ramirez một số kỹ năng quân sự mà anh ta sẽ tiếp tục sử dụng trong trận giết chóc kéo dài một năm của mình. Ông cũng nuôi dưỡng một mối quan tâm mạnh mẽ đến Satan giáo và những điều huyền bí. Vào thời điểm Ramirez rời nhà ở Texas và chuyển đến California ở tuổi 22, anh ta bắt đầu thường xuyên sử dụng cocaine. Ramirez thường thực hiện các vụ trộm để hỗ trợ cho việc nghiện ma túy của mình, nhiều vụ sau đó thường đi kèm với các vụ giết người, cưỡng hiếp và hành hung.
Năm 1989, Ramirez bị kết án 13 tội danh giết người, 5 vụ cố ý giết người, 11 vụ tấn công tình dục và 14 vụ trộm. Thẩm phán giữ nguyên 19 bản án tử hình của Ramirez nhận xét rằng những việc làm của anh ta thể hiện "sự tàn nhẫn, nhẫn tâm và độc ác vượt quá sự hiểu biết của con người".
Ramirez chưa bao giờ tỏ ra hối hận về tội ác của mình. Hắn qua đời vào ngày 7 tháng 6 năm 2013, do biến chứng của bệnh ung thư hạch bạch huyết tế bào B trong khi chờ hành quyết tử tù ở California. Ramirez đã trải qua khoảng 24 năm chờ thi hành án trước khi chết vì bệnh ung thư trong tù.

## Phương tiện truyền thông
- Manhunt: Search for the Night Stalker (1989) là một bộ phim truyền hình của Bruce Seth Green, dựa trên câu chuyện có thật của Richard Ramirez và hai thám tử cảnh sát Los Angeles đã cố gắng truy lùng anh ta.
- Nightstalker là một bộ phim năm 2002 do Chris Fisher viết kịch bản và đạo diễn dựa trên Ramirez.
- Nightstalker là một bộ phim năm 2009 do Ulli Lommel viết kịch bản và đạo diễn.
- The Night Stalker là một bộ phim năm 2016 của đạo diễn Megan Griffiths và có sự tham gia của Lou Diamond Phillips trong vai Ramirez.
- American Horror Story: Ramirez xuất hiện trong phần thứ năm và thứ chín của tuyển kinh dị FX, ban đầu được miêu tả bởi Anthony Ruivivar và sau đó là Zach Villa.
- "Richard Ramirez" là một bài hát của SKYND trong EP Chương 1 (2018).
- Just a Guy là một bộ phim tài liệu năm 2020 về Ramirez và những người phụ nữ mà anh ta đã trao đổi qua lại.
- Night Stalker: The Hunt For a Serial Killer là bộ phim tài liệu do Netflix phát hành năm 2021.